# Salers (rund)

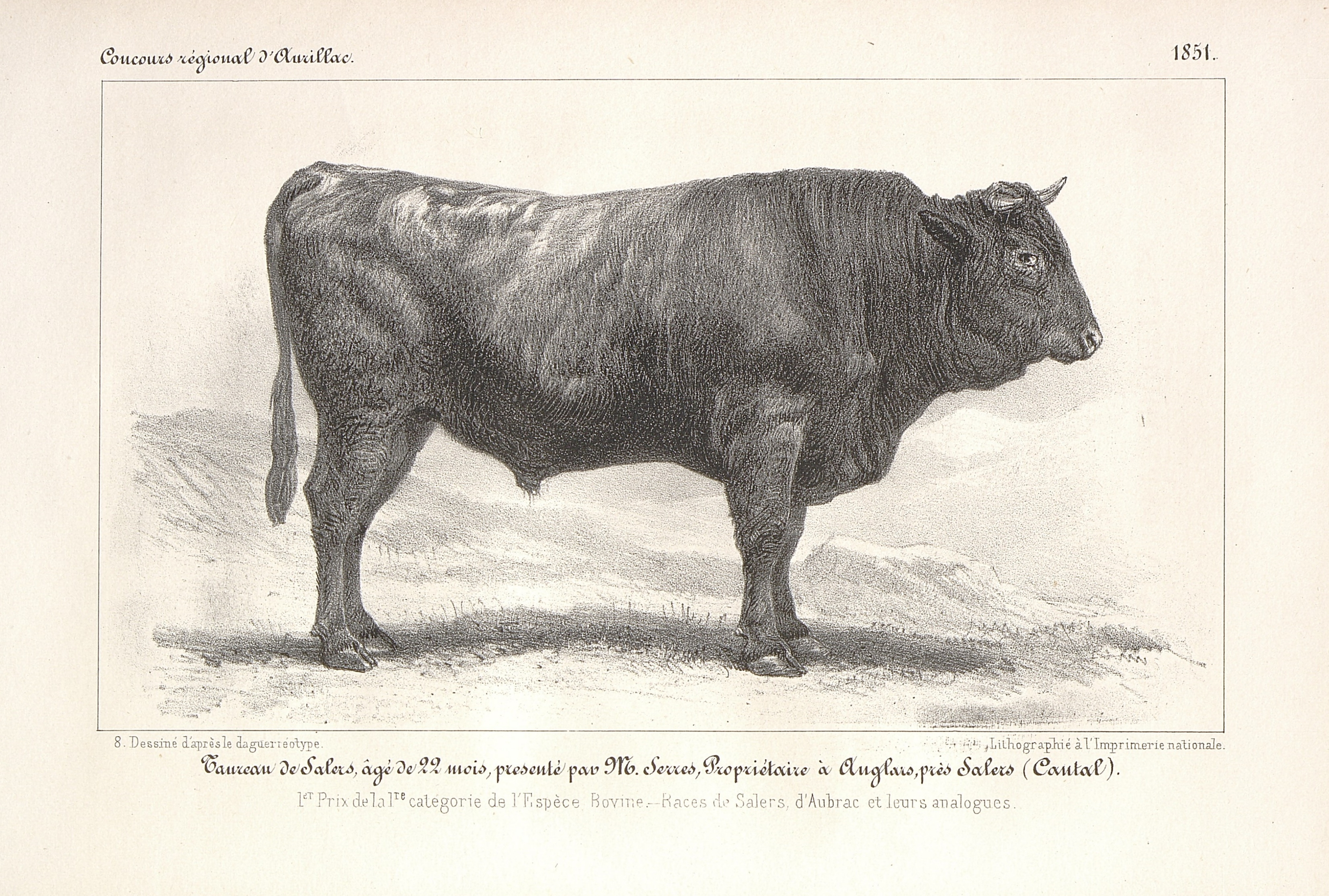
Illustratie uit 1851 van een Salersstier

De Salers is een rood runderras afkomstig uit Frankrijk (Centraal Massief). Dit ras kan worden ingezet in natuurgebieden voor begrazing zodat er verschillende planten kunnen groeien. Salers kunnen goed overleven in ruwe omstandigheden. Ze eten grassen en kruiden die ze vinden in de natuur.

## Omschrijving
Een volwassen dier kan zo'n 140 cm groot worden en kan 750 kg wegen. Het ras heeft een roodbruine, krullerige vacht met lange hoorns die gebruikt worden ter verdediging. Het karakter is stabiel en rustig. 

## Producten
Het rund wordt gebruikt zowel voor melkproductie als vleesproductie. Van de melk kan een speciale harde kaas gemaakt worden, de Salers. Het is een van de 44 Franse kazen die het roodgele Europese AOC/AOP-keurmerk mag voeren. Salers kunnen een smaakvol vlees geven zonder bijvoedering. Ze verkrijgen dit door voldoende te bewegen en de grassen die ze eten. Het is een vetarm vlees.

## Voortplanting
Indien er gekozen wordt voor een vrijloop in natuurgebieden worden de koeien bevrucht door de stier. Gehouden in een intensievere veeteeltsituatie wordt er meestal gebruik gemaakt van kunstmatige inseminatie. Het ras bevalt makkelijk zelfstandig.